# Brachytherapy
Brachytherapy ist eine wissenschaftliche Fachzeitschrift, die vom Elsevier-Verlag veröffentlicht wird. Die Zeitschrift ist das offizielle Publikationsorgan der American Brachytherapy Society und erscheint mit sechs Ausgaben im Jahr. Es werden Arbeiten veröffentlicht, die sich mit der interstitiellen und intrakavitären Bestrahlung beschäftigen.
Der Impact Factor lag im Jahr 2016 bei 2,082. Nach der Statistik des ISI Web of Knowledge wird das Journal mit diesem Impact Factor in der Kategorie Onkologie an 154. Stelle von 217 Zeitschriften und in der Kategorie Radiologie, Nuklearmedizin und medizinische Bildgebung an 35. Stelle von 125 Zeitschriften geführt.